# Зикеев, Стефан Иванович
Стефан Иванович Зикеев (1892, слобода Ямская, Курская губерния — 1966) — начальник отдела железнодорожных и водных перевозок НКВД СССР, подполковник (1943).

## Биография
Родился в белорусской в семье дворянина. В 1910—1912 рабочий службы пути (станция Курск). В 1912—1917 в царской армии, рядовой, затем старший унтер-офицер 173-го пехотного полка. В 1918—1922 в РККА, затем с 1922 в ОГПУ. Член РКП(б) с 1925. Окончил транспортную школу ОГПУ СССР в 1930. В 1929—1930 уполномоченный информационного отдела дорожно-транспортного ОГПУ Московско-Киевско-Воронежской железной дороги. В 1930—1933 уполномоченный секретно-оперативной части транспортного отдела ОГПУ СССР. В 1933—1934 уполномоченный железнодорожной части транспортного отдела ОГПУ СССР. В 1934—1936 оперуполномоченный 3-го отделения транспортного отдела ГУГБ НКВД СССР. В 1936—1937 оперуполномоченный 3-го отделения 6-го отдела ГУГБ НКВД СССР. В 1937—1938 оперуполномоченный 14-го отделения 6-го отдела ГУГБ НКВД СССР, оперуполномоченный отделения 1-го отдела 3-го управления НКВД СССР. В 1938—1939 оперуполномоченный 1-го отдела Главного транспортного управления НКВД СССР. В 1939—1940 начальник 16-го отделения 1-го отдела Главного транспортного управления НКВД СССР.
Приказом № 00703 от 22 июня 1939 года был образован Отдел железнодорожных и водных перевозок НКВД СССР, на начало 1940 года состоявший из 1—го (оперативное планирование перевозок) и 2—го (диспетчерское) отделений. 19 августа 1940 Л. П. Берия подписал приказ № 001019 «О переустройстве ГУЛАГа НКВД СССР», в соответствии с которым для улучшения работы ГУЛАГа НКВД СССР упразднялся отдел железнодорожных и водных перевозок ГУЛАГа НКВД СССР, а его обязанности возлагались на Отдел железнодорожных и водных перевозок НКВД СССР. В 1940—1943 — начальник Отдела железнодорожных и водных перевозок НКВД СССР. В 1943—1953 начальник отделения перевозок ГУЛАГ НКВД—МВД СССР. В 1953—1954 начальник Отдела перевозок ГУЛАГ МЮ—МВД СССР. Уволен из МВД 20 марта 1954.

### Звания
- старший лейтенант государственной безопасности, 14.12.1935;
- капитан государственной безопасности, 21.04.1939;
- подполковник, 11.02.1943.

### Награды
- медаль «XX лет РККА», февраль 1938;
- орден Красного Знамени, 03.11.1944;
- орден Ленина, 21.02.1945;
- орден Красного Знамени, 20.03.1952;
- орден Ленина;
- 4 медали.